# Jeremy Hall (lekkoatleta)
Jeremy Hall (ur. 27 stycznia 1988) – amerykański lekkoatleta, sprinter.
Dwukrotny mistrz NCAA w sztafecie 4 x 100 metrów (2009 & 2010).

## Osiągnięcia
| Rok  | Impreza                       | Miejsce | Konkurencja        | Lokata     | Wynik |
| ---- | ----------------------------- | ------- | ------------------ | ---------- | ----- |
| 2008 | Młodzieżowe mistrzostwa NACAC | Toluca  | Sztafeta 4 × 100 m | 1. miejsce | 38,39 |

## Rekordy życiowe
- Bieg na 100 metrów – 10,08 (2009)